# アリストテレス (リベーラの絵画)
『アリストテレス』（西: Aristóteles、英: Aristotle）、または『哲学者、おそらくエウクレイデス』（てつがくしゃ、おそらくエウクレイデス、英: A Philosopher, probably Euclid）は、スペインのバロック絵画の巨匠ホセ・デ・リベーラが1637年にキャンバス上に油彩で制作した絵画である。1636年にリヒテンシュタイン公国皇太子によって委嘱された古代の哲学者を描いた6点の肖像連作のうちの1点である。作品は、米国インディアナ州にあるインディアナポリス美術館に所蔵されている。 

## 作品
本作で、アリストテレスは、17世紀に人気のあった概念である「乞食の哲学者」として描かれている。彼の禁欲主義はスペインのカトリック信仰とよく一致していたが、また、リベラが描いた聖人たちの特徴でもある。アリストテレスは、リベーラが関連づけられることの多いカラヴァッジョを想起させる光に照らされている。 その光と、やはりカラヴァッジョの様式である率直な自然主義のために、本作は哲学者と彼の深い思索の強烈なイメージとなっている。アリストテレスは非常に触覚的に描かれており、疲労した顔と手には深い皴が刻まれている。リベーラはアリストテレスの手にある書類上に誇り高く署名し、自身の国籍を主張するために「スペイン人」と名前に注釈を加えている。

## 歴史
リヒテンシュタイン皇太子カール・オイゼビウスは、1636年5月に哲学者の肖像連作を委嘱した時、12作品を要請したが、最初の6作品しか納められなかった。それらの作品は、1767年の目録で本作の『アリストテレス』、『プラトン』、『クラテス』、『プロタゴラス』、『アナクサゴラス』、『ディオゲネス』として記載されている。これらの作品群は1957年に売却され四散したが、1992年のメトロポリタン美術館での「リベーラ展」で短期間ともに展示された。
本作の特殊な人物像を特定することは過去ずっと問題となってきた。1767年の目録は完全に明白でありながら、『ディオゲネス』、『アナクサゴラス』、『クラテス』のみが絵画に記された銘文によって特定されるのである。本作について現在、合意されているのは、哲学者の衣服と帽子によりアリストテレスに違いないというものである。しかし、インディアナポリス美術館は何年もの間、人物が手に持っている幾何学図形の素描を理由におそらくエウクレイデス (ユークリッド) であるとしている。しかし、エウクレイデスは上記の目録では言及されていない。

### 来歴
1637年から1957年まで、歴代のリヒテンシュタイン皇太子が本作を所有していた。その後、作品は、G.H.A. クロウズ (G.H.A. Clowes) 博士により寛大にインディアナポリス美術館に貸し出された。インディアナポリス美術館は、2000年に公式にクロウズ家より作品を寄贈の形で取得し、作品に「2000.345.」という所蔵番号を与えた。現在、作品は、クロウズ家からの他の多くの寄贈作品とともにクロウズ館に掛けられている。